# 會圓術
會圓術，是從《九章算術》的「方田」章所載的「弧田術」的基礎發展而成的，並載於《夢溪筆談》一書，但作者沈括并未给出这一公式的推导。
所謂「會圓術」就是已知弓形的高和所在圆直径，通过勾股定理求出弓形的弦长，进而求出弓形弧長的方法。即：{\displaystyle c\approx {\frac {2h^{2}}{d}}+l}。其中{\displaystyle c}为弧长，{\displaystyle d}為弧所在的圓之直径，{\displaystyle l}為弓形的弦长，{\displaystyle h} 為弓形的高。
元代王询、郭守敬等人在推算《授时历》的过程中，曾應用会圆术推算“赤道積度”（太陽赤經余弧）和“赤道內外度”（太陽赤緯），類似歐美的球面三角形的公式。但由於会圆术弧矢公式易出現误差，圆心角越大，誤差越大，推得的周天直径不够精确，因而其结果也就不十分精确。而計算方法僅限於畢氏定理，不知利用三角函數的正切，由弧度求弦矢，计算過於繁琐。明朝末年制定《崇祯历书》则由徐光啓直接引进西方数学。

## 内容
沈括说：“履亩之法，方圆曲直尽矣，未有会圆之术。凡圆田，既能拆之，须使会之复圆。”，“拆”即将圆割掉一个弓形，“会”意为合，也就是把“拆”掉的圆再复原回去，因此沈括又将这种方法称为“拆会之术”。
已知圆的直径和弓形的高，沈括先用勾股定理求出弓形的弦长：“置圆田，径半之以为弦，又以半径减去所割数，余者为股；各自乘，以股除弦，余者开方除为勾，倍之为割田之直径”。“所割之数”指弓形的高，而“直径”指的是弓形的弦长，不是圆的直径。即{\displaystyle l=2{\sqrt {({\frac {d}{2}})^{2}-({d}-h)^{2}}}}，其中{\displaystyle l}為弓形的弦长，{\displaystyle d}為弧所在的圓之直径，{\displaystyle h} 為弓形的高。然后“以所割之数自乘倍之，又以圆径除所得，加入直径，为割田之弧”。即{\displaystyle c\approx {\frac {2h^{2}}{d}}+l}，其中{\displaystyle c}为弧长。

## 推导过程
虽然沈括没有给出他的推导过程，但可以根据《九章算術·方田》中的「弧田術」、「宛田術」和「圭田術」（即弓形、扇形和三角形面积公式）得到沈括的公式。
「弧田術」认为：弓形面积{\displaystyle \approx }“以弦乘矢，矢又自乘，并之，二而一”，即{\displaystyle {\frac {hl+h^{2}}{2}}}，{\displaystyle l}為弓形的弦长，{\displaystyle h} 為弓形的高；
「宛田術」指出：扇形面积=“以徑乘周，四而一”，即{\displaystyle {\frac {1}{4}}{c}\times {d}}，{\displaystyle c}为弧长，{\displaystyle {d}}为所在的圓之直径；
「圭田術」指出：三角面积=“半廣以乘正從”，即{\displaystyle {\frac {1}{2}}}底{\displaystyle \times }高，则弓形所在扇形的圆心与弓弦围成的三角形面积={\displaystyle {\frac {1}{2}}{l}{(r-h)}}。

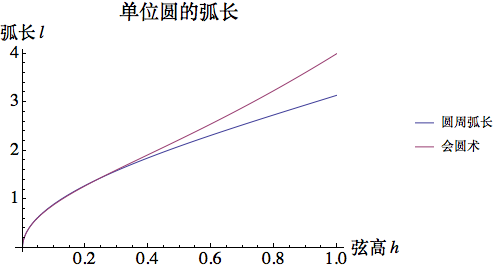
会圆术求得的弧长与实际弓形弧长之比较

弓形所在扇形面积=弓形面积+该扇形圆心与弓弦围成的三角形面积，即
{\displaystyle {\frac {1}{4}}c\times {d}\approx {\frac {hl+h^{2}}{2}}+{\frac {1}{2}}{l}{(r-h)}}，化简整理：
{\displaystyle rc\approx {hl+h^{2}}+{lr}-{lh}}
{\displaystyle c\approx {\frac {h^{2}}{r}}+l={\frac {2h^{2}}{d}}+l}
因为所依据的「弧田術」是错误的弓形面积公式，所以「會圓術」計算所得的弓形弧长也不正确，只是近似值，偏差随圆心角增大而增大。

## 外部連結
- 會圓術 （页面存档备份，存于）